# SAMPLE-Schema
Das Akronym SAMPLE bezeichnet ein Schema der Notfallanamnese, das zu der Spezifikation des Krankheitsbilds des Notfallpatienten und der Erstellung einer (Verdachts-)Diagnose genutzt werden kann. Insbesondere vor der Applikation von Notfallmedikamenten oder der Einleitung einer Notfall-Narkoseeinleitung (RSI) kommt dem Schema eine große Bedeutung zu. Es ist ergänzend zum ABCDE-Schema anzuwenden.
Um das Leitsymptom Schmerz besser einordnen zu können, hilft das OPQRST-Schema.

## Schema
| Akronym | Ausgeschriebenes Akronym                   | Beispielfragen | Spezifizierung                                          |
| ------- | ------------------------------------------ | --- | ------------------------------------------------------- |
| S       | Symptome, Schmerzen                        | Welche Beschwerden haben Sie? Haben Sie Schmerzen? Was für Schmerzen (klopfend / pochend / ziehend / drückend / stechend / brennend) fühlen Sie? Wie stark sind die Schmerzen? | OPQRST-Schema                                           |
| A       | Allergien                                  | Haben Sie Allergien? Besitzen Sie einen Allergiepass? |                                                         |
| M       | Medikamentöse Vorgeschichte                | Nehmen Sie Medikamente? (Kurzzeitmedikation [bspw. Schmerzmittel], aber auch Dauermedikation [bspw. Blutgerinner]) Konsumieren Sie Drogen? (auch Alkohol)                      |                                                         |
| P       | Patientenvorgeschichte                     | Waren Sie schon einmal im Krankenhaus? Wurden Sie schon einmal operiert? Haben Sie Vorerkrankungen? Haben Sie einen Patientenausweis?                                          |                                                         |
| L       | Letzte Nahrungsaufnahme, letzter Stuhlgang | Wann haben Sie zuletzt eine Mahlzeit eingenommen? Wann waren Sie zuletzt auf der Toilette?                                                                                     | Was? Wie viel? Konsistenz? Irgendwelche Besonderheiten? |
| E       | Ereignisse                                 | Ist irgendwas passiert, was den Unfall/Erkrankung hervorgerufen hat? Können Sie sich an alles lückenlos erinnern?                                                              |                                                         |

Weitere Versionen des Schemas sind:
- AMPEL (Allergien, Medikamente, Patientengeschichte, Ereignis, Letzte Nahrungsaufnahme)
- SAMPLER (Symptome, Allergien, Medikamente, Patientengeschichte, Letzte Nahrungsaufnahme, Ereignis, Risikofaktoren)
- SAMMELN (Symptome, Allergien, Medikamente, Medizinische Vorgeschichte, Ereignis, Letzte Nahrungsaufnahme, Neuartige Beschwerden)
- SAMPLER+S (Symptome, Allergien, Medikamente, Patientengeschichte, Letzte Nahrungsaufnahme, Ereignis, Risikofaktoren, Schwangerschaft)